# Lars Lundvik
Lars Lundvik, född den 3 december 1910, död 1986 var en svensk ryggsimmmare som tävlade för Limhamns simsällskap. Han blev svensk mästare på 100 m ryggsim 1930, 1931, 1932, 1933 och 1935, samt nordisk mästare på samma distans 1935.
Lundvik erhöll Stora Grabbars märke 1935.